# Papa Adrian al II-lea
Papa Adrian al II-lea (n. 792 d.Hr., Roma, Imperiul Franc – d. 14 decembrie 872 d.Hr., Roma, Sfântul Imperiu Roman) a fost un papă al Romei în perioada 14 decembrie 867 - 14 decembrie 872.